# Guayusa
La Guayusa (Ilex guayusa) és una espècie de planta del gènere Ilex que es troba a la conca de l'Amazones i precisament a l'Equador. És un arbre font de cafeïna. Les seves fulles assecades i fermentades es prenen en infusió, pels seus efectes estimulants.

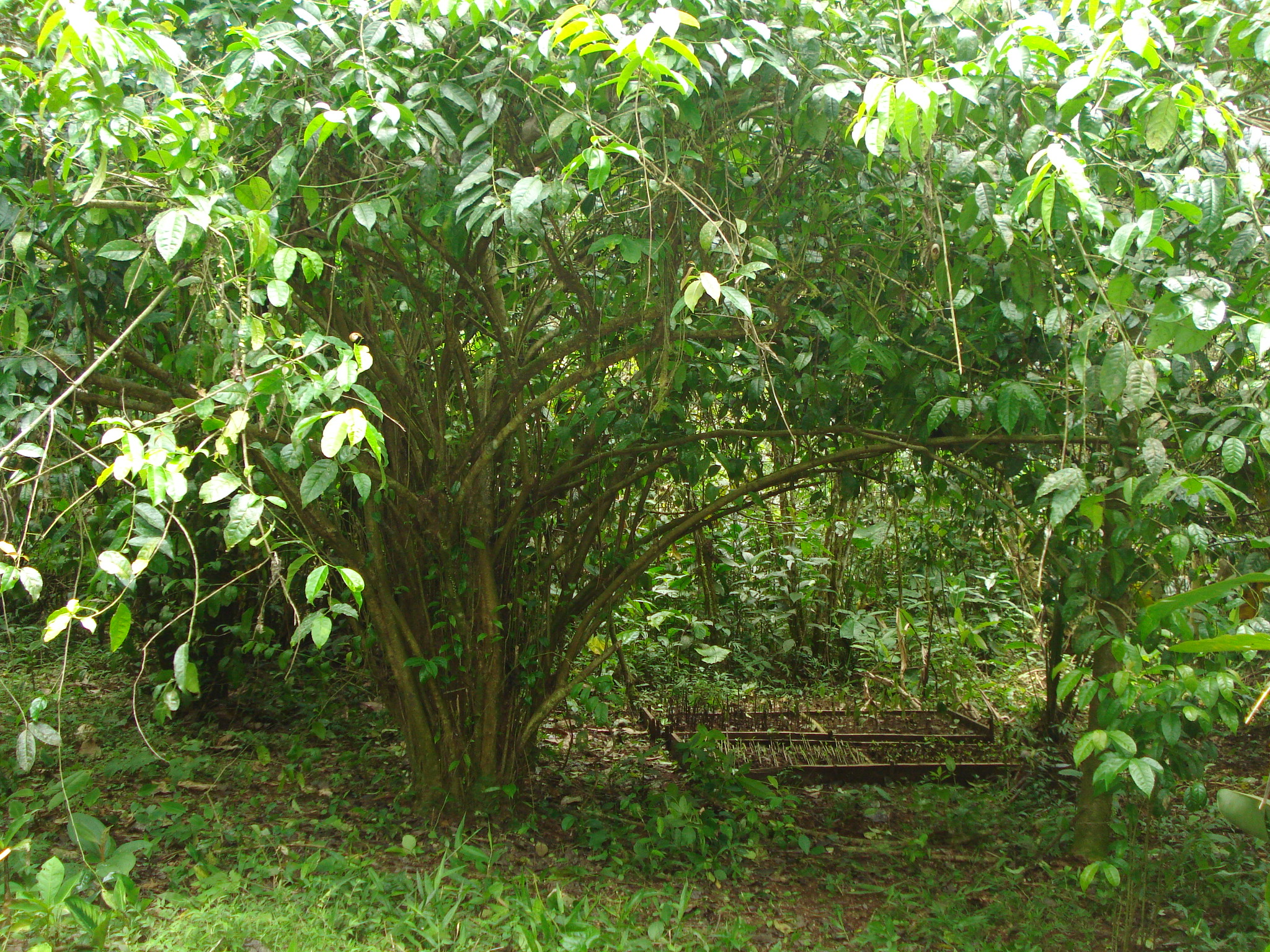
Arbre Ilex guayusa

Aquest arbre fa de 6 a 30 metres d'alçada. És perennifoli i les fulles fan 2,5–7 cm de llargada. El fruit n'és efèric i de color vermella, de 6–7 mm de diàmetre. Les fulles, a més de cafeïna, també tenen altres alcaloides.

## Etimologia
Guayusa prové del nom donat pels amerindis Kichwa de l'Equador ("Wayusa").

## Composició química
A més de cafeïna, conté teobromina —un estimulant que es troba en el cacau— i L-teanina, un àcid glutàmc anàleg, que es troba en el te verd, i que s'ha demostrat que redueix l'estrès físic i mental.
El contingut de cafeïna en la guayusa és del 2,90-3,28% en pes sec. La guayusa conté tots els aminoàcids essencials per a les persones i té “alta activitat antioxidant,” més gran que la del te verd.

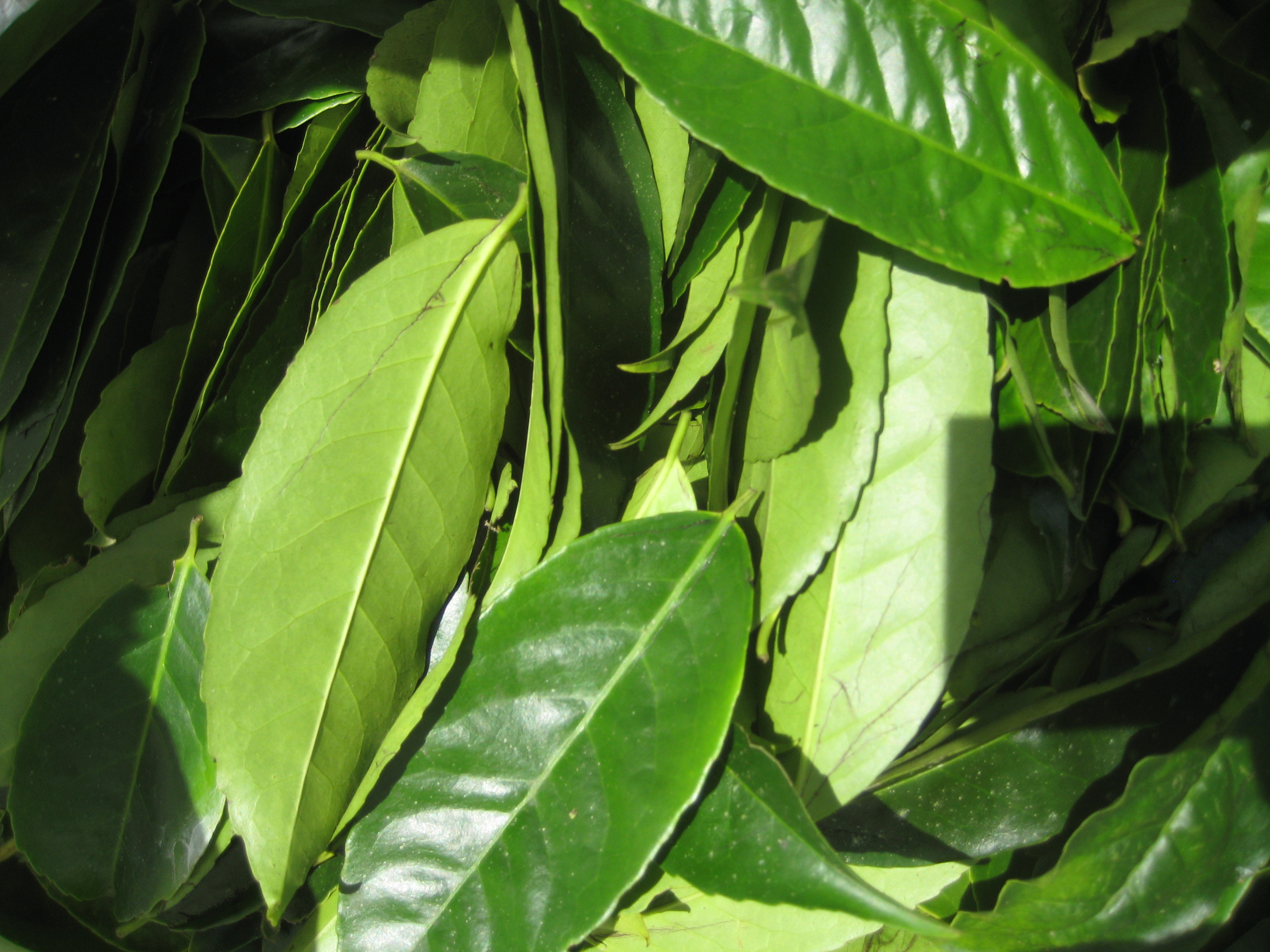
Fulles d'Ilex guayusa